# La Loma, Tabasco
La Loma är en ort i Mexiko.   Den ligger i kommunen Centro och delstaten Tabasco, i den sydöstra delen av landet, 700 km öster om huvudstaden Mexico City. La Loma ligger 10 meter över havet och antalet invånare är 657.
Terrängen runt La Loma är mycket platt. Runt La Loma är det tätbefolkat, med 427 invånare per kvadratkilometer. Närmaste större samhälle är Tamulte de las Sabanas, 2,5 km öster om La Loma. Trakten runt La Loma består till största delen av jordbruksmark.